# Manihot pringlei
Manihot pringlei är en törelväxtart som beskrevs av Sereno Watson. Manihot pringlei ingår i släktet Manihot och familjen törelväxter. Inga underarter finns listade i Catalogue of Life.